# Leandro Rubio Martínez
Leandro Rubio Martínez (Valverde de Júcar, 13 de marzo de 1819-Madrid, 29 de marzo de 1887) fue un político, funcionario y periodista español.

## Biografía
Nació el 13 de marzo de 1819 en la localidad conquense de Valverde de Júcar. Hombre político y jefe de administración, fue redactor en Madrid de los periódicos El Trabajador (1851-1852), El Taller (1852-1853), El Eco de la Ganadería (1853) y La Iberia, en los primeros años de este periódico liberal. Hacia 1854 se habría afiliado al Partido Progresista. Obtuvo escaño de diputado en las elecciones de 1869, 1879 y 1881, en todas ellas por el distrito de Cuenca. También fue senador por la provincia de Cuenca entre 1871 y 1872. Brevemente, fue director general de Beneficencia y Sanidad en 1882.
Rubio, que fue seguidor de Sagasta, falleció a finales de marzo de 1887, el día 29, en Madrid.